# I2P
Dự án Internet vô hình (Invisible Internet Project - I2P) là một lớp mạng ẩn danh (được triển khai dưới dạng Mạng hỗn hợp) cho phép giao tiếp ngang hàng, chống kiểm duyệt. Các kết nối ẩn danh đạt được bằng cách mã hóa lưu lượng truy cập của người dùng (bằng cách sử dụng mã hóa đầu cuối) và gửi nó qua một mạng lưới tình nguyện do khoảng 55.000 máy tính phân phối trên toàn thế giới. Với số lượng lớn các đường có thể lưu lượng truy cập có thể chuyển, một bên thứ ba xem kết nối đầy đủ là không thể. Phần mềm thực hiện lớp này được gọi là " bộ định tuyến I2P" và máy tính chạy I2P được gọi là "nút I2P". I2P là mã nguồn mở và miễn phí và được xuất bản theo nhiều giấy phép.

## Thiết kế kỹ thuật
I2P là phần mềm beta từ năm 2003. Các nhà phát triển phần mềm nhấn mạnh rằng có khả năng có lỗi trong phiên bản beta và cho đến nay vẫn chưa có đánh giá ngang hàng. Tuy nhiên, họ tin rằng mã hiện đang ổn định và phát triển hợp lý, và tiếp xúc nhiều hơn có thể giúp phát triển I2P.
Bản thân mạng này hoàn toàn dựa trên thông báo (như IP), nhưng có một thư viện có sẵn để cho phép truyền thông trực tuyến đáng tin cậy trên mạng (tương tự như TCP, mặc dù từ phiên bản 0.6 có truyền tải SSU dựa trên UDP mới). Tất cả các giao tiếp được mã hóa từ đầu đến cuối (tổng cộng có bốn lớp mã hóa được sử dụng khi gửi tin nhắn) thông qua định tuyến tỏi, và thậm chí các điểm cuối ("đích") là các định danh mật mã (về cơ bản là một cặp công khai các khóa), để cả người gửi và người nhận tin nhắn không cần tiết lộ địa chỉ IP của họ cho phía bên kia hoặc cho người quan sát bên thứ ba.
Mặc dù nhiều nhà phát triển đã từng là một phần của Dự án IRC vô hình (IIP)  và cộng đồng Freenet, có những khác biệt đáng kể giữa thiết kế và khái niệm của họ. IIP là một máy chủ IRC tập trung ẩn danh. Freenet là một kho lưu trữ dữ liệu phân phối không kiểm duyệt. I2P là lớp giao tiếp phân tán ngang hàng ẩn danh được thiết kế để chạy bất kỳ dịch vụ internet truyền thống nào (ví dụ: Usenet, email, IRC, chia sẻ tệp, lưu trữ web và HTTP, Telnet), cũng như các ứng dụng phân tán truyền thống hơn (ví dụ: kho lưu trữ dữ liệu phân tán, mạng proxy web sử dụng Squid hoặc DNS).
Nhiều nhà phát triển của I2P chỉ được biết đến dưới bút danh. Trong khi nhà phát triển chính trước đó, jrandom, hiện đang nghỉ, những người khác, chẳng hạn như zzz, killyourtv và Complication đã tiếp tục dẫn đầu các nỗ lực phát triển và được hỗ trợ bởi nhiều người đóng góp.
I2P sử dụng mã hóa 2048bit ElGamal / AES256 / SHA256 + phiên thẻ   và chữ ký  Ed25519 EdDSA / ECDSA.